# And Your Bird Can Sing
"And Your Bird Can Sing" é uma música da banda inglesa The Beatles, lançada originalmente no álbum Revolver em 1966 no Reino Unido e no álbum Yesterday and Today no mesmo ano nos Estados Unidos. A música é creditada à Lennon/McCartney, embora tenha sido escrita por John Lennon. O nome inicial era "You Don't Get Me". Posteriormente Lennon mostrou-se indiferente a esta música, como a muitas de suas composições desta época, referindo-se a ela como "outra de minhas descartáveis...papel decorado embrulhando uma caixa vazia".

## História
John Lennon faz o solo vocal,com Paul McCartney e George Harrison se unindo a ele na harmonização de alguns trechos. A canção é memorável por seu riff de guitarra proeminente, tocadas por George Harrison e Paul McCartney e mixado de tal forma que deixa de ser um simples acompanhamento. Uma versão desta música, com George tocando sua guitarra Rickenbacker de 12-cordas, foi gravada em 20 de Abril de 1966 mas foi descartada: o grupo gravou a versão do album em 26 de Abril. A versão rejeitada, contida no álbum Anthology 2, possui uma seqüência vocal na qual Lennon e McCartney estão rindo histericamente. As notas no encarte de Anthology afirmam que as fitas não indicam a origem do riso.
Uma série de incidentes têm sido sugeridos como inspirações para as letras enigmáticas da música, que lembram alguns tons de She Said She Said.
- Jonathan Gould, no livro Can't Buy Me Love de 2007 afirma que Lennon escreveu a canção em resposta a um comunicado oficial da imprensa promovendo um especial de Sinatra na TV como um show para aqueles que estavam "cansados de cantores jovens vestindo esfregões de pêlos grossos o suficiente para esconder uma caixa de melões". Nenhuma biografia ou citação de John Lennon é citado para fundamentar a teoria de Gould.
- De acordo com o jornalista Richard Simpson, Lennon escreveu a música em resposta a Mick Jagger dos The Rolling Stones que gabava-se de sua namorada pop-star ("bird" na gíria Inglesa) Marianne Faithfull.[3]

"And Your Bird Can Sing" foi usada como música tema da série de desenho animado The Beatles durante a terceira temporada. A música está disponível no jogo The Beatles: Rock Band.

## Músicos
- John Lennon — vocal principal, guitarra, palmas
- Paul McCartney — vocal (harmonia), guitarra, baixo, palmas
- George Harrison — vocal (harmonia), guitarra, Palmas
- Ringo Starr — Bateria, tamborim, palmas

Músicos por The Beatles Bible.

## Regravações
The Jam regravou esta canção como um B-side. A banda universitária da Georgia Guadalcanal Diary também regravou esta música, lançada como uma faixa bônus no CD de seu álbum 2X4 de 1987. Les Fradkin tem uma versão instrumental ágilem seu CD "While My Guitar Only Plays" de 2005.